# مصطفى البشتيلي
مصطفى البشتيلي هو زعيم مقاومه ضد الإحتلال الفرنسي على مصر. قاوم الاحتلال الفرنسى عام 1798 ولاحقا عندما اشتعلت الثورة الشعبية التي بدأت في القاهرة في 20 مارس سنة 1800. ولد في قرية بشتيل ونشأ بها ومنها كانت كنيته، ذهب إلى القاهرة وعمل تاجرا واصبح مالكا لوكالة كبيرة للزيوت، كان معروفا بأمانته وسمعته الطيبة التي كانت عونا له في أن يصبح شابندر تجار منطقة بولاق، رفض الاتفاق والتحالف مع الاحتلال الفرنسى، رغم تجارته ومصالحه ورفض الظلم الذي وقع على الشعب وشارك في تنظيم شعبى لمقاومة الاحتلال. و ذكره الجبرتي في كتابه عجائب الآثار في التراجم والأخبار كأحد زعماء الثورة ضد الفرنسيين.

## دعم الثورة
عزم البشتيلى على أن يقاوم الاحتلال الفرنسى، فعمل على تخزين البارود في براميل الزيت الذي كان يتاجر به استعدادًا ليوم الثورة، حتي وشى به بعض جيرانه للسلطة الفرنسية، التي أمرت بتفتيش محله، وهنا اكتشفوا البارود في مخازنه، فقبضوا عليه، وأدخلوه السجن بضعة أشهر ثم عفو عنه. ولم تضعف عزيمة التاجر الثرى من حياة السجن وظل مؤمنا برسالته وجهاد المحتل ومع اندلاع ثورة القاهرة الثانية في 20 مارس 1800م التي أثبتت كل كتب التاريخ انه اشترك فيها مع المصريين بعض من الاتراك والمغاربة والشوام وأعراب الجزيرة الذين ركبوا البحر ليكافحوا معا المحتل الفرنسى الغاصب. تهيأ الحاج مصطفى البشتيلي ومن معه وحرضوا العامة وجهزوا أسلحتهم، وبدأوا به أنهم ذهبوا إلى معسكرالفرنسيس بساحل البحر، وفيه حرسهم، فقتلوا من وجدوه منهم ونهبوا جميع ما به من خيام ومتاع، ورجعوا إلى البلد وفتحوا مخازن الغلال والودائع الفرنسيين، وأخذوا ماأرادو منها، وعملوا متاريس حول البلد. فوجئ كليبر بضراوة الثورة فعرض على المصريين الثائرين الصلح فرفضوا ثم هجم الجيش الفرنسي هجوما كاسحًا على القاهرة، وقتل المصريين وسبي نسائهم ونهب أموالهم ومتاعهم، ,احرقت القنابل الفرنسية حي بولاق وأحياء أخرى في القاهرة. 

## اخماد الثورة
تمكن الفرنسيون من إطفاء الثورة المصرية، وبحثوا عن مصطفى البشتيلي ونجحوا في القبض عليه، واراد كليبر الانتقام منه منه شر انتقام، واستعان بالخونة، واعتقل العشرات من أقارب البشتيلى ومعارفه والعاملين في تجارته وممن شاركو في الثورة، ورغم أن كليبر حصل على اعترافات من الضعفاء في صفوف المقاومين، فإنه لم يفكر في إعدامه كما فعل نابليون مع محمد كريم (حاكم الإسكندرية)، وكان يريد أن يشفي غليله ويرد على إهانته، قبل أن ينهى حياته، وأن تكون عقوبته التجريس. لم يجد أنكل من قتله بيد عوام المصريين وسط حى بولاق، فجاء ببعض أنصاره من ضعاف النفوس، ووعدهم بالعفو، ليأخذوه ويدورا به البلد، قبل أن يقتلوه وسط الناس ليكون عبرة لمن يقاومهم، ونفذوا ذلك وقتلوه بالنبابيت.

## وصلات خارجية
الحاج مصطفى البشتيل و«الحملة الفرنسية» على مصر